# Carlos Vilhena
Carlos de Jesus Vilhena GOL (Santiago do Cacém, Abela, 1889 — 1988) foi um oficial do Exército Português que integrou a Junta de Salvação Pública, presidida por José Mendes Cabeçadas, que assumiu o poder na sequência do Golpe de 28 de Maio de 1926. Discordou da continuação da Ditadura Nacional e integrou a oposição ao regime do Estado Novo tendo papel relevante no reviralhismo e na candidatura presidencial de Humberto Delgado.

## Biografia
Carlos Vilhena nasceu em 1889, na freguesia de Abela, concelho de Santiago do Cacém, no distrito de Setúbal.
Oficial do Exército Português, integrou a guarda de honra do rei D. Carlos I de Portugal, mas aderiu ao movimento republicano, participando activamente na Revolução de 5 de Outubro de 1910.
Fez parte do Corpo Expedicionário Português enviado para a frente ocidental durante e Primeira Guerra Mundial.
Foi um dos tenentes que em 1926 aderiu ao Movimento do 28 de Maio, tendo integrado o Comité Revolucionário de Lisboa presidido por Mendes Cabeçadas e posteriormente a Junta de Salvação Pública que assumiu o poder na sequência da queda do último governo da Primeira República Portuguesa. Nessa qualidade, comandou a força militar que encerrou o Congresso da República no dia 31 de Maio de 1926.
Desencantado com o rumo assumido pela Ditadura Nacional, aderiu à oposição democrática e participou no movimento reviralhista, assumindo papel importante na revolta de 26 de Agosto de 1931, uma tentativa de golpe militar que naquela data ocorreu em Lisboa. Participou de seguida em muitas outras conspirações e tentativas de golpe militar contra o regime do Estado Novo, em consequência das quais esteve diversas vezes sob prisão. Foi preso em 1939, sendo deportado para os Açores. Libertado, voltou a ser preso por razões políticas em 1945, 1946, 1947, 1949, 1952, 1959 e 1963.
Em 1945 esteve entre os fundadores do Partido Trabalhista e fez parte da comissão central de candidatura do general Humberto Delgado às eleições presidenciais portuguesas de 1958.
Exilado em Argel, assumiu-se como um dos mais irreverente conspiradores contra o regime salazarista, colaborando nas emissões da emissora Rádio Voz da Liberdade.
Foi membro activo da Liga dos Direitos do Homem e do Tribunal Cívico Humberto Delgado.
Após a Revolução de 25 de Abril de 1974 foi-lhe reconhecido o posto de coronel.
Em 1980 foi condecorado com o grau de Grande-Oficial da Ordem da Liberdade, a 30 de Junho.
Carlos Vilhena morreu em 1988, sendo lembrado na toponímia de Abela, a sua freguesia natal.